# Xipiu de flancs rogencs
El xipiu de flancs rogencs (Microspingus lateralis) és un ocell de la família dels tràupids (Thraupidae).

## Hàbitat i distribució
Habita zones arbustives i boscos a les terres altes del sud-est del Brasil al sud de Minas Gerais, Espírito Santo, Rio de Janeiro i nord de São Paulo.